# Galina Alekseyeva
Galina Alekseyeva (n. 27 noiembrie 1947, Moscova, RSFS Rusă, URSS – d. 4 februarie 2024) a fost o săritoare în apă ce a reprezentat Uniunea Republicilor Sovietice Socialiste, medaliată olimpică. A participat la 2 ediții ale Jocurilor Olimpice (1964, 1968) în care a câștigat o medalie de bronz.